# Catedral de San Patricio (Bridgetown)
La Catedral de San Patricio (en inglés: St. Patrick's Cathedral) es el nombre que recibe un edificio de la Iglesia católica en el país caribeño e insular de Barbados se localiza específicamente en la ciudad capital de Bridgetown. Se trata de una de las 2 catedrales que hay en ese territorio siendo la otra la Catedral de San Miguel de Bridgetown (St. Michael's Cathedral) pero que pertenece a una denominación protestante (iglesia anglicana).
Construida originalmente en 1848 la catedral fue prácticamente destruida por un incendio en 1897, se sospechó que fue a manos de individuos protestantes. Una nueva catedral, sin embargo, fue terminada en 1899 y consagrada el 23 de agosto de 1903.  Hoy es sede de los servicios religiosos católicos, posee un centro de formación y tiene una colección de placas heráldicas. Se convirtió en catedral en 1970. Es ahora la sede de la diócesis de Bridgetown (Dioecesis Pontipolitana).
Desde 2011 es patrimonio de la humanidad incluida en la lista de la Unesco como parte del centro histórico de Bridgetown.